# Mojave Air & Space Port

i7
i11
i13
Der Mojave Air & Space Port (IATA-Code: MHV, ICAO-Code: KMHV) ist ein Flughafen in der Mojave-Wüste im US-Bundesstaat Kalifornien. In der zivilen Luftfahrt wird er überwiegend als Frachtflughafen genutzt. Darüber hinaus ist er vor allem als Stellplatz für die Zwischenlagerung von vorübergehend stillgelegten Flugzeugen bekannt. Des Weiteren sind dort Unternehmen angesiedelt, die sich mit der Zerlegung und Verschrottung von Flugzeugen befassen. Aufgrund seiner Lage und Ausstattung wird er häufig für Filmaufnahmen genutzt. Seit dem Start des SpaceShipOne im Juni 2004 besitzt der Flughafen zudem die Zulassung als Startplatz für die zivile Raumfahrt und wird von mehreren privaten Raumfahrtunternehmen als Testgelände genutzt.

## Geschichte
Der Mojave Airport wurde 1935 als Flugplatz für die zivile Nutzung gegründet, nachdem bereits seit dem Ende der 1920er Jahre ein kleines Flugfeld in der Nähe des Ortes Mojave existiert hatte. Im Jahr 1942 übernahm die US-Regierung den Betrieb des Flugplatzes und nutzte ihn als „Mojave Marine Corps Auxiliary Air Station“ für militärische Zwecke. Für den zivilen Flugbetrieb in dieser Region existierte während dieser Zeit nur ein kleiner mit zwei Start- und Landebahnen ausgestatteter Flugplatz namens Myer Field in unmittelbarer Nähe zum heutigen Mojave Air & Space Port.
Die militärische Nutzung endete 1959, und in dieser Zeit wurde auch das Myer Field aufgegeben. 1961 ging die Verwaltung des Mojave Airport über an Kern County, Kalifornien. Nach dem Rückzug des Militärs wurde es, abgesehen von einigen Trainingsflügen mit Maschinen der Typen Boeing 707 und Douglas DC-8, zunächst ruhig um den Flughafen. Die Landebahnen wurden in dieser Zeit sogar gelegentlich zum Trocknen von Rosinen genutzt. 1965 kam es zum Absturz einer Boeing 707 der American Airlines während eines Trainingsfluges etwa eine Viertelmeile vor der anvisierten Landebahn. Am 16. Juni 1976 stürzte eine North American P-51 Mustang beim Landeanflug ab. Der Pilot der Maschine wurde bei diesem Unfall getötet. Bei einem Flugmanöver während eines Testfluges am Mojave Airport kam es am 3. April 1980 zum Absturz einer Challenger 604 des Herstellers Bombardier Aerospace, bei dem der Pilot ums Leben kam; zwei weitere Insassen überlebten diesen Unfall.
Nach einer durch den Absturz einer North American F-86 ausgelösten Katastrophe bei einer Flugschau in Sacramento am 24. September 1972, bei der 22 Menschen ums Leben kamen, begannen die Flugzeughersteller und die Besitzer von historischen Flugzeugen, für Test- und Übungsflüge sowie für die Lagerung von Flugzeugen nach abgelegenen Flughäfen zu suchen. Dies führte auch für den Mojave Airport zum sprunghaften Aufschwung seiner Bedeutung. Im gleichen Jahr wurde für den Betrieb des Flughafens das „East Kern Airport District“ gegründet, das seitdem auch die Ansiedlung von entsprechenden Unternehmen fördert. Am 17. Juni 2004 erhielt der Mojave Airport die Zulassung als Raumflughafen und änderte den Namen in Mojave Air & Space Port. Gegenwärtig sind dort etwa 140 Unternehmen mit ca. 1.300 Mitarbeitern ansässig.

## Lage und Ausstattung

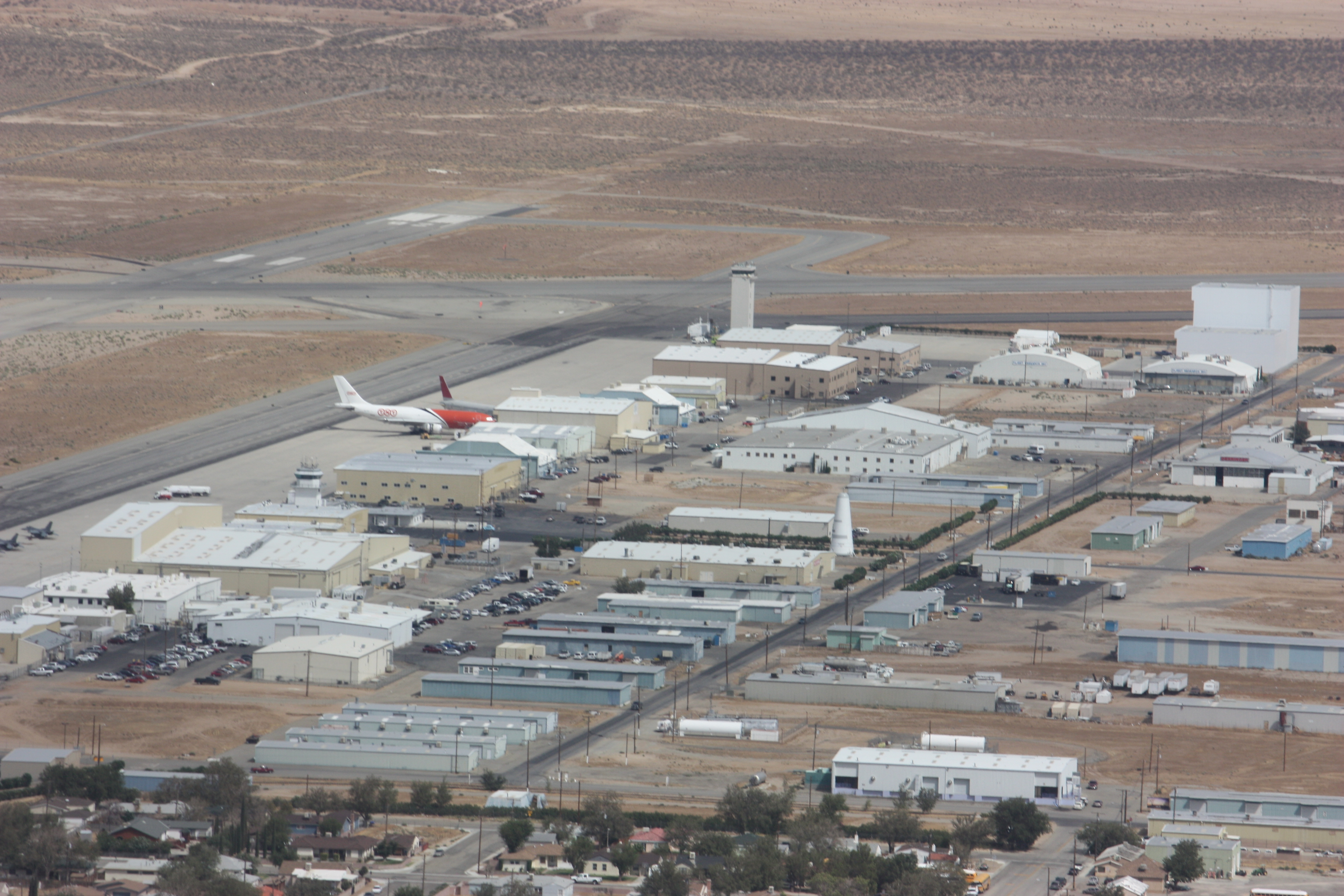
Blick auf den Mojave Airport

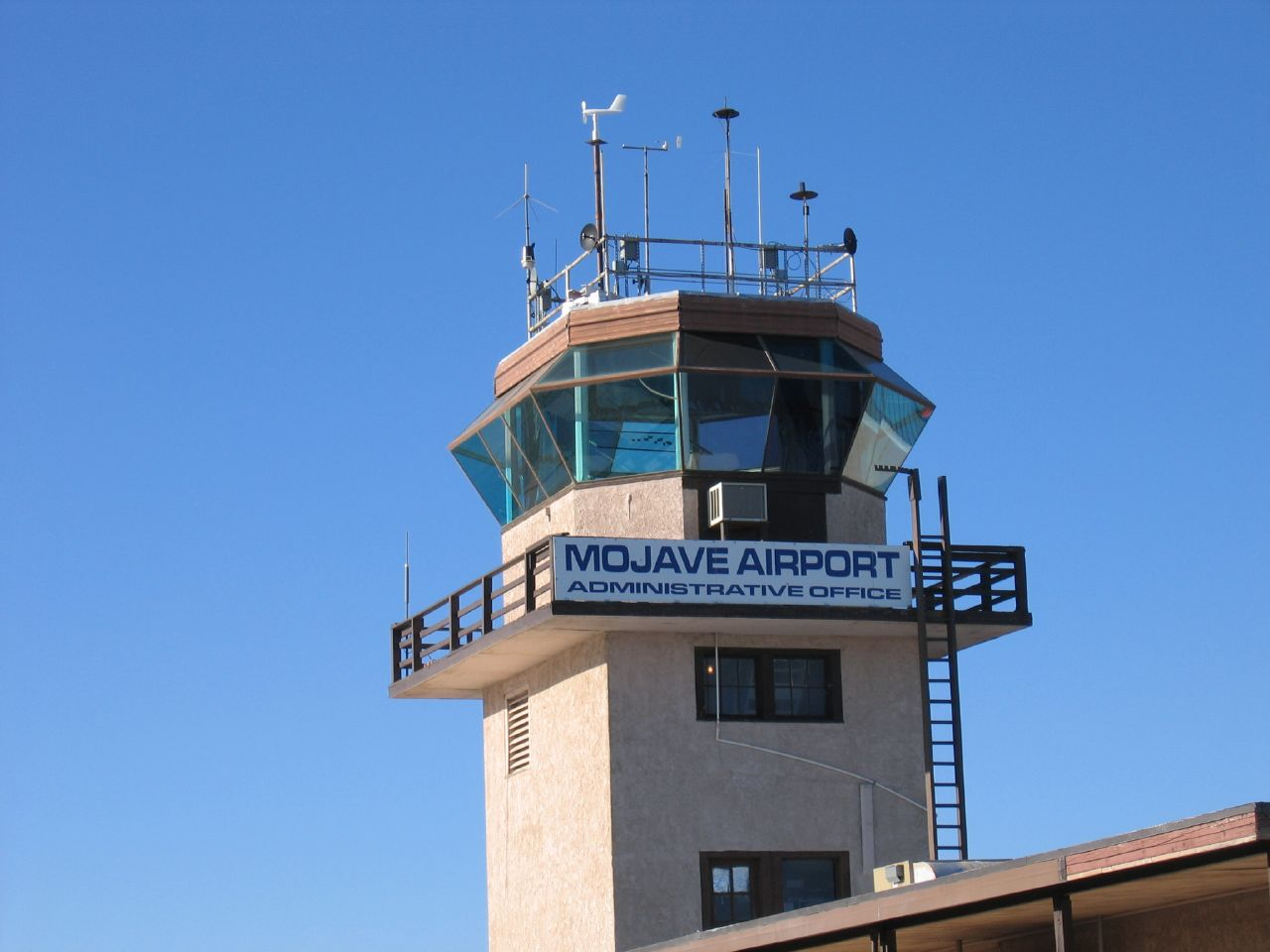
Der Tower des Mojave Airport

Der IATA-Code des Mojave Air & Space Port lautet MHV, der verantwortliche Fluginformationsdienst der Federal Aviation Administration ist die Riverside Flight Service Station (FAA-ID-Code: RAL). Seine genaue geographische Position ist 35° 03,56′ N 118° 09,11′ W. Er liegt etwa 25 Kilometer nordwestlich der Edwards Air Force Base in einer Höhe von ca. 850 Metern (2.791 ft.) über dem Meeresspiegel. Weitere zivile Flugplätze in der Nähe des Mojave Air & Space Port sind der California City Municipal Airport (FAA-ID-Code: L71) in California City, Kalifornien, und das General Wm J Fox Airfield (FAA-ID-Code: WJF) in Lancaster, Kalifornien. Der Flughafen verfügt über einen Tower, einen beleuchteten Wind-Indikator und drei Start- und Landebahnen, von denen zwei mit Lichtleuchtfeuer (Rand-Befeuerung) ausgestattet sind:
| Runway | Länge               | Breite        | Leuchtfeuer         |
| ------ | ------------------- | ------------- | ------------------- |
| 12/30  | 3.811 m (12.503 ft) | 61 m (200 ft) | hohe Intensität     |
| 08/26  | 2.149 m (7.051 ft)  | 30 m (98 ft)  | mittlere Intensität |
| 04/22  | 1.447 m (4.747 ft)  | 18 m (59 ft)  | mittlere Intensität |

## Nutzung in der zivilen Luftfahrt
Das Verkehrsaufkommen beträgt derzeit etwa 50 bis 60 Flugbewegungen am Tag und verteilt sich auf circa 54 Prozent zivilen Durchgangsverkehr, circa 41 Prozent zivilen Lokalverkehr und circa fünf Prozent militärische Nutzung. Für den Passagierverkehr ist der Mojave Air & Space Port als Regionalflughafen einzustufen und aufgrund seiner Lage nur von sehr begrenzter Relevanz. In der zivilen Luftfahrt wird er vor allem als Frachtflughafen mit überregionaler Bedeutung genutzt und ist dazu über die Highways CA-14 („Antelope Freeway“, Richtung Los Angeles und nördliches Nevada) und CA-58 (Richtung mittleres Kalifornien, Arizona und südliches Nevada) sowie eine Bahnverbindung (Netzbetreiber Union Pacific Railroad, Mitnutzung durch die BNSF Railway) entsprechend verkehrstechnisch erschlossen. Des Weiteren befindet sich am Mojave Air & Space Port mit der National Test Pilot School (NTPS) eine akademische Ausbildungsstätte für Testpiloten für die zivile und militärische Luftfahrt sowie eine Flugschule für Privatpersonen (Viking Aviation).

## Flugzeuglagerung, -wartung und -verschrottung

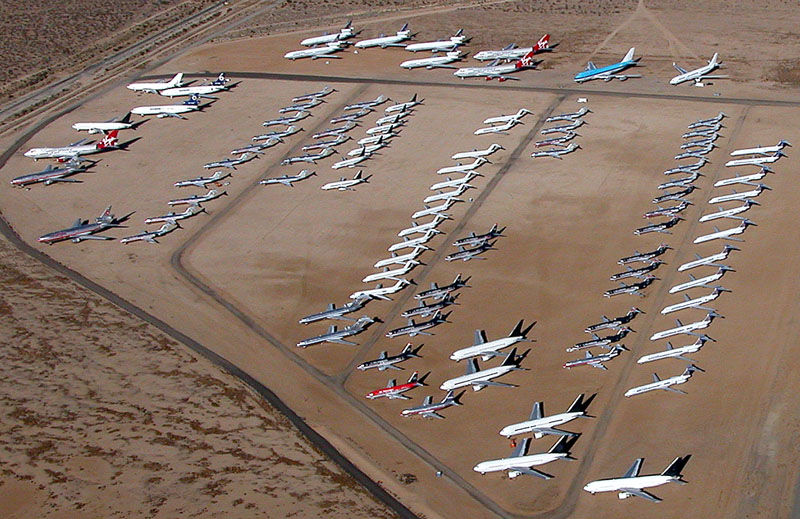
Abgestellte Flugzeuge am Mojave Air & Space Port

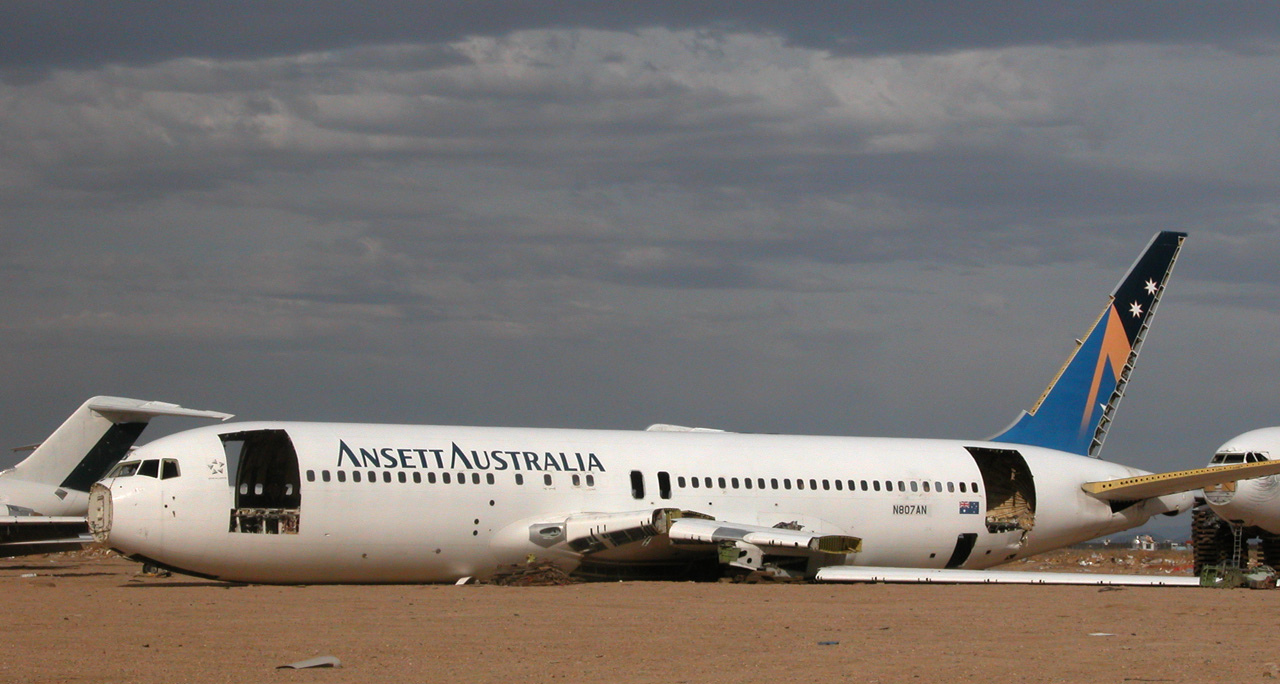
Eine ausgeschlachtete Boeing 767-200 der ehemaligen Ansett Australia auf dem Mojave Air & Space Port

Eine wichtige Rolle spielt der Mojave Air & Space Port für mehrere spezielle Nutzungsmöglichkeiten. Dazu gehört vor allem die Lagerung von Flugzeugen, die, meist aus wirtschaftlichen Gründen, von den Fluggesellschaften vorübergehend stillgelegt wurden. Unter diesen „Flugzeug-Parkplätzen“ (engl. aircraft storage location) gehört er zu den bekanntesten, ist allerdings nach der Zahl der gelagerten Flugzeuge nicht der größte. Ein weiterer Vertreter ist der Pinal Airpark bei Marana. Der Preis für das Abstellen eines Passagierflugzeugs liegt beim Mojave Air & Space Port je nach Größe der Maschine zwischen 250 und 500 US-Dollar pro Monat. Seine Vorteile bei der Lagerung von Flugzeugen sind das trockene Wüstenklima, die abgelegene Lage und die Tatsache, dass das Abstellen von Flugzeugen auf dem harten und trockenen Wüstenboden ohne Asphaltierung oder Betonierung des Untergrunds möglich ist.
Aus Gründen der Geheimhaltung werden bei vorübergehend stillgelegten Flugzeugen in der Regel Name und Logo der Fluggesellschaft überdeckt, um den Konkurrenzgesellschaften keine Rückschlüsse auf die wirtschaftliche Situation der betreffenden Gesellschaft zu ermöglichen. Beim Bankrott der Braniff International Airways im Jahr 1982 wurde deren gesamte Flotte, die aus 62 Maschinen der Typen Boeing 727, Boeing 747 und Douglas DC-8 bestand, am Mojave Airport abgestellt. In der Zeit unmittelbar nach den Terroranschlägen vom 11. September 2001 wurden einige neugebaute Boeing-Flugzeuge direkt nach der Fertigstellung in Seattle zum Mojave Airport zur Zwischenlagerung geflogen, da die betreffenden Fluglinien wegen der nach den Anschlägen folgenden Krise in der zivilen Luftfahrt für ihre bestellten Flugzeuge keine Verwendung hatten. Die Zahl der am Mojave Air & Space Port und anderen „Flugzeug-Parkplätzen“ gelagerten Flugzeuge schwankt stark und kann ein Indikator für die wirtschaftliche Situation der Luftverkehrsbranche sein. Allerdings kann die Zahl der abgestellten Flugzeuge auch in Wachstumsphasen steigen, vor allem durch Ausmusterungen in größerem Umfang bei Modellwechseln, zum Beispiel bei der Einführung des Jumbojets Boeing 747, oder der Einführung grundlegend neuer Technologien wie beispielsweise beim Übergang vom Propellerantrieb zu Strahltriebwerken in der zivilen Luftfahrt.
Weitere wichtige Geschäftsfelder von am Mojave Air & Space Port angesiedelten Unternehmen sind Wartung und Umbau von Flugzeugen, inklusive Erneuerung von Lackierungen beziehungsweise Umlackierung bei Besitzerwechsel, sowie die Zerlegung und Verschrottung von ausgemusterten Flugzeugen (Flugzeugfriedhof, engl. aircraft boneyard). Für eine nicht unerhebliche Anzahl von Flugzeugteilen und Komponenten ist dabei auch eine Wiederverwendung als gebrauchte Ersatzteile üblich, komplette Cockpits können zu Simulatoren umgebaut werden. Eine vergleichbare Aufgabe im militärischen Bereich hat das 309th Aerospace Maintenance and Regeneration Group (AMARG) in Tucson, Arizona.
Ähnliche Dienstleistungen bot in Deutschland lediglich das Unternehmen ams Aircraft Maintenance Service bis zu seiner Insolvenz im Jahr 2009 am ehemaligen Fliegerhorst Ahlhorn an.

## Start- und Testgelände für Luft- und Raumfahrtunternehmen
Am 17. Juni 2004 erhielt der Mojave Airport von der Federal Aviation Administration die Zulassung als Spaceport für den horizontalen Start von wiederverwendbaren Raumfahrzeugen. Der Flughafen führt seitdem den Namenszusatz „Civilian Aerospace Test Center“. Vier Tage später, am 21. Juni startete vom Mojave Air & Space Port mit dem SpaceShipOne, entwickelt von Scaled Composites, der erste privat finanzierte Raumflug in der Luft- und Raumfahrtgeschichte. Eine Reihe von weiteren privaten Raumfahrtunternehmen beziehungsweise -projekten (zum Beispiel XCOR Aerospace, Orbital Sciences Corporation, Interorbital Systems, Pacific Rocket Society, Space Launch Corporation, Trans Lunar Research, Rocket Propulsion Engineering Company) nutzen den Mojave Air & Space Port als Testgelände.
Scaled Composites ist auch Entwickler des Virgin Atlantic GlobalFlyer, der im Auftrag des Mitinhabers Steve Fossett gebaut wurde. Vom 1. bis zum 3. März 2005 legte er in diesem Flugzeug in rund 67 Stunden als erster Mensch allein eine Nonstop-Erdumrundung zurück. Der erste Testflug des Virgin Atlantic GlobalFlyer fand am 21. Oktober 2004 vom Mojave Air & Space Port aus statt.
Am 13. April 2019 erfolgte der Erstflug des Scaled Composites Stratolaunch, ein für Stratolaunch Systems von Scaled Composites hier gebautes Trägerflugzeug für Weltraumraketen.

## Zwischenfälle
- Im August 1967 kollidierte eine Boeing 377 der Aero Spacelines (Luftfahrzeugkennzeichen N90942) beim Rollen auf dem Flugplatz Mojave mit einer anderen Boeing 377 (N402Q). Personen kamen nicht zu Schaden. An der Maschine entstand Totalschaden.[5][6]

- Während eines Testfluges vom Mojave Air & Space Port kam es am 3. April 1980 an einer Canadair CL-600-1A11 Challenger 600 der Canadair (C-GCGR-X) zum Deep Stall. Der Anti-Spin-Fallschirm öffnete nicht ordnungsgemäß. Die dreiköpfige Besatzung sprang daraufhin aus der Maschine ab, jedoch versagte der Fallschirm des Flugkapitäns, welcher daraufhin ungebremst zu Boden stürzte und starb. Die Unfalluntersuchung ergab, dass an der Maschine zeitgleich vier voneinander unabhängige Komponentenausfälle aufgetreten waren, von denen sich drei bereits zuvor schon einmal ereignet hatten. Es handelte sich um den ersten Zwischenfall mit diesem Flugzeugtyp mit Todesopfern (siehe auch Flugunfall einer Canadair CL-600 von Canadair bei Mojave).

- Im Oktober 1986 wurde eine Convair CV-880 der US-amerikanischen Federal Aviation Administration (N5863) auf dem Flughafen Mojave beim Test eines Kerosinzusatzes gegen Zerstäubung zerstört. Personen kamen nicht zu Schaden. Dies war der letzte Totalschaden einer CV-880.[7]

- Die Rockwell Sabreliner 60 mit dem Kennzeichen N211BR wurde im Jahre 2007 in einem Hangar am Mojave Air & Space Port irreparabel beschädigt, als sich ein Feuerlöschsystem aktivierte und den Hangar mit Löschschaum flutete.[8]

- Am 4. Februar 2009 versuchte ein Flugschüler, mit der auf Turboprop umgebauten DC-3 mit dem Kennzeichen N834TP vom Flughafen Mojave aus zu starten. Wegen unzureichender Flugvorbereitung war die Seitenrudertrimmung verstellt. Während des Beschleunigens driftete das Flugzeug nach rechts, und es gelang dem Piloten nicht mehr, die Maschine richtig auszurichten. Die DC-3 kollidierte mit einer Reihe von Erdwällen jenseits der Startbahn und wurde dabei irreparabel beschädigt. Flugschüler und Fluglehrer überlebten den Vorfall.[9]

## Filmproduktion
Der Mojave Air & Space Port wird oft für Filmaufnahmen genutzt, vor allem für Actionfilme und Werbespots. Der Flugplatz verfügt hierfür über einige spezielle Ausrüstungen und Einrichtungen und bietet die Möglichkeit, komplette Start- und Landebahnen für Filmaufnahmen zu mieten. Darüber hinaus steht eine große Auswahl an modernen und historischen Flugzeugen zur Verfügung, ebenso wie zur Verschrottung freigegebene Flugzeuge für spektakuläre Filmszenen. Weitere Vorteile sind das große Platzangebot des Flughafens und seine Nähe zu Los Angeles beziehungsweise Hollywood. Bekannte Filme, die am Mojave Airport entstandene Szenen enthalten, sind beispielsweise Stirb langsam 2, Speed, Thirteen Days, Waterworld und das Video zum Musiktitel „Bodies“ von Robbie Williams.